# Quinton Ross
Quinton Lenord Ross (Dallas, 30 aprile 1981) è un ex cestista statunitense, professionista nella NBA, in Belgio e in Francia.

## Carriera

### NCAA
Ha giocato a livello universitario per tutti e quattro gli anni di corso presso la Southern Methodist University dove si è laureato in economia.
Ha terminato la carriera universitaria con le seguenti statistiche: 14,8 punti, 5,5 rimbalzi, 1,9 assist di media a partita per un totale di 119 incontri. Non è stato scelto al Draft NBA 2003.

### Europa
Nel 2003 prova ad ottenere un contratto con i Los Angeles Clippers con cui gioca le amichevoli prestagionali, ma viene tagliato.
Pertanto si trasferisce in Europa, dove gioca una stagione in Belgio nel Telindus Ostenda chiudendo con 16,7 punti e 4,8 rimbalzi di media. 

### NBA
La buona stagione in Belgio riporta Ross all'attenzione dei Clippers con i quali firma un contratto di 4 anni il 16 agosto 2004.
Durante questi 4 anni gioca 302 partite di regular season realizzando 4,8 punti, 2,5 rimbalzi, 1,2 assist di media a partita.
Il 17 gennaio 2007 ha realizzato il suo massimo di punti in una partita, segnandone 24 nella vittoria sui Golden State Warriors.
Ha partecipato ai play-off della stagione 2005-06 giocando 12 partite e totalizzando 7,7 punti e 2,7 rimbalzi di media. Ha raggiunto il suo massimo di punti in carriera nei playoff il 18 maggio 2006 contro i Phoenix Suns realizzando 18 punti.
Nella stagione 2008-09 gioca con i Memphis Grizzlies.
L'8 luglio 2009 firma con i Dallas Mavericks, squadra della sua città natale.

## Caratteristiche tecniche
Pur non essendo un giocatore particolarmente conosciuto a livello universitario (non è stato scelto al Draft), è riuscito a trovare spazio nella NBA soprattutto per le sue qualità difensive, in particolare contro le guardie tiratrici avversarie.

## Statistiche

### College
| Anno      | Squadra      | PG  | PT  | MP   | TC%  | 3P%  | TL%  | RP  | AP  | PRP | SP  | PP   |
| --------- | ------------ | --- | --- | ---- | ---- | ---- | ---- | --- | --- | --- | --- | ---- |
| 1999-2000 | SMU Mustangs | 30  | 30  | 19,5 | 43,4 | 36,1 | 64,1 | 4,0 | 1,3 | 1,2 | 0,4 | 7,5  |
| 2000-2001 | SMU Mustangs | 30  | 30  | 32,3 | 47,6 | 37,2 | 74,1 | 5,1 | 2,0 | 1,1 | 0,7 | 14,2 |
| 2001-2002 | SMU Mustangs | 29  | 29  | 34,6 | 42,0 | 31,9 | 76,9 | 6,5 | 2,1 | 1,4 | 0,8 | 17,4 |
| 2002-2003 | SMU Mustangs | 30  | 30  | 35,2 | 45,3 | 29,8 | 79,3 | 6,4 | 2,1 | 1,5 | 0,8 | 20,3 |
| Carriera  | Carriera     | 119 | 119 | 30,4 | 44,6 | 33,1 | 75,6 | 5,5 | 1,9 | 1,3 | 0,7 | 14,8 |

### NBA

#### Regular Season
| Anno      | Squadra           | PG  | PT  | MP   | TC%  | 3P%  | TL%  | RP  | AP  | PRP | SP  | PP  |
| --------- | ----------------- | --- | --- | ---- | ---- | ---- | ---- | --- | --- | --- | --- | --- |
| 2004-2005 | L.A. Clippers     | 78  | 19  | 21,3 | 43,2 | 25,0 | 67,3 | 2,7 | 1,4 | 0,7 | 0,3 | 5,1 |
| 2005-2006 | L.A. Clippers     | 67  | 45  | 22,6 | 42,2 | 0,0  | 76,0 | 2,5 | 1,2 | 0,8 | 0,2 | 4,7 |
| 2006-2007 | L.A. Clippers     | 81  | 43  | 21,0 | 46,7 | 20,0 | 78,2 | 2,3 | 1,1 | 0,9 | 0,4 | 5,2 |
| 2007-2008 | L.A. Clippers     | 76  | 44  | 19,8 | 39,1 | 42,9 | 66,7 | 2,3 | 1,2 | 0,6 | 0,4 | 4,1 |
| 2008-2009 | Memphis Grizzlies | 68  | 7   | 17,1 | 38,2 | 37,5 | 81,0 | 1,9 | 0,7 | 0,5 | 0,2 | 3,9 |
| 2009-2010 | Dallas Mavericks  | 27  | 7   | 11,1 | 41,1 | 23,1 | 62,5 | 1,0 | 0,3 | 0,3 | 0,1 | 2,0 |
| 2009-2010 | Wash. Wizards     | 25  | 0   | 10,4 | 30,9 | 12,5 | 50,0 | 0,9 | 0,2 | 0,2 | 0,1 | 1,5 |
| 2010-2011 | N.J. Nets         | 36  | 4   | 9,8  | 44,1 | 0,0  | 35,7 | 0,8 | 0,3 | 0,1 | 0,2 | 1,6 |
| Carriera  | Carriera          | 458 | 169 | 18,5 | 41,9 | 31,8 | 71,1 | 2,1 | 0,9 | 0,6 | 0,3 | 4,1 |

#### Playoffs
| Anno     | Squadra       | PG | PT | MP   | TC%  | 3P% | TL%  | RP  | AP  | PRP | SP  | PP  |
| -------- | ------------- | -- | -- | ---- | ---- | --- | ---- | --- | --- | --- | --- | --- |
| 2006     | L.A. Clippers | 12 | 10 | 24,5 | 53,4 | -   | 87,5 | 2,7 | 0,8 | 0,6 | 0,7 | 7,7 |
| Carriera | Carriera      | 12 | 10 | 24,5 | 53,4 | -   | 87,5 | 2,7 | 0,8 | 0,6 | 0,7 | 7,7 |

### G League
| Anno      | Squadra       | PG | PT | MP   | TC%  | 3P%  | TL%  | RP  | AP  | PRP | SP  | PP  |
| --------- | ------------- | -- | -- | ---- | ---- | ---- | ---- | --- | --- | --- | --- | --- |
| 2011-2012 | Canton Charge | 10 | 7  | 26,9 | 40,3 | 53,8 | 76,2 | 3,9 | 1,3 | 0,7 | 0,2 | 7,7 |
| Carriera  | Carriera      | 10 | 7  | 26,9 | 40,3 | 53,8 | 76,2 | 3,9 | 1,3 | 0,7 | 0,2 | 7,7 |